# Ignacio Zaragoza
Ignacio Zaragoza Seguín (Presidio de la Bahía del Espíritu Santo, 24 de março de 1829 – 8 de setembro de 1862) foi um general do exército mexicano, melhor conhecido pela sua vitória de 1862 contra as forças francesas na batalha de Puebla em 5 de Maio (o Cinco de Mayo).

## Biografia
Nascido na localidade de Presidio de la Bahía dl Espíritu Santo, no que então era o estado mexicano de Coahuila y Texas, actual Goliad, Texas. A família Zaragoza mudou-se para Heroica Matamoros, Tamaulipas em 1834 e daí para Monterrey, em 1844, onde o jovem Ignacio entrou para um seminário.
Durante os tempos politicamente conturbados do México da década de 1850, Zaragoza alistou-se no exército, apoiando a causa do Partido Liberal do México, que se opunha ao ditador Antonio López de Santa Anna. Liderou um exército de voluntários em 1855 que derrotou Santa Anna abrindo caminho ao restabelecimento de um governo democrático e constitucional no México.
Entre Abril e Outubro de 1861 foi Secretário da Guerra no governo de Benito Juárez. Renunciou ao cargo para comandar o Exército Mexicano do Oriente na luta contra as forças invasoras europeias.
Quando as forças de Napoleão III invadiram o México, foram combatidas por Zaragoza, tendo o primeiro confronto ocorrido em Acultzingo em 28 de Abril de 1862, do qual seria forçado a retirar. Entendeu a posição defensivamente favorável que constituíam os arredores de Puebla, onde, com uma força menor e pior equipada, repeliu os ataques franceses em 5 de Maio. Os franceses, sob o comando de Lorencez, retiraram-se para Orizaba.
Pouco tempo depois da sua famosa vitória, contraiu febre tifóide, a causa da sua morte aos 33 anos de idade.

## Legado
A sua famosa frase Las armas nacionales se han cubierto de gloria, é ainda hoje usada para recordar a batalha de Puebla e está impressa, juntamente com a efígie de Zaragoza, na actual nota de 500 pesos. Em português, a frase é: As armas nacionais cobriram-se de glória, e foi extraída da carta de uma só linha que enviou ao presidente Benito Juárez, informando-o da vitória sobre os franceses.